# Cmentarz żydowski w Złotoryi
Cmentarz żydowski w Złotoryi – kirkut został założony na początku XIX wieku przy ówczesnej ul. Mittelstraße (obecnie ul. Kardynała Stefana Wyszyńskiego). Miał kształt wydłużonego prostokąta ogrodzonego murem z piaskowca. Ne teren nekropolii wchodziło się od zachodu przez niewielką budowlę, pełniącą funkcję kostnicy. W drugiej połowie lat trzydziestych XX wieku zaprzestano pochówków na nekropolii. Po II wojnie światowej, miał miejsce tylko jeden pogrzeb - w 1947 Natana Chojnackiego. Po 1945 nekropolia stała się własnością polskiej gminy żydowskiej. W 1973 kirkut uległ likwidacji. Obecnie brak na nim jakichkolwiek macew.